# Booth Theatre
Il Booth Theatre è un teatro di Broadway sito nel quartiere di Midtown Manhattan.

## Storia
L'architetto Henry B. Herts ha progettato il teatro come gemello dello Shubert Theatre ed il Booth Theatre ha aperto al pubblico il 16 ottobre 1913. Il teatro fu battezzato in onore dell'attore statunitense Edwin Booth, fratello di John Wilkes Booth. Con i suoi ottocento posti a sedere, il teatro è uno dei meno capienti di Broadway e le sue ridotte dimensioni e atmosfera contenuta lo hanno reso ideale per le messe in scena di opere di prosa più che musical. Nel corso degli oltre cent'anni della sua storia il teatro ha ospitato le prime mondiali o di Broadway di diverse importanti opere teatrali, tra cui You Can't Take It With You (1936), That Championship Season (1972), The Pillowman (2005) e Significant Other (2017).
Il teatro ha anche ospitato due diversi revival di Broadway di Chi ha paura di Virginia Woolf? (2012 e 2020) e le prime a Broadway dei musical Sunday in the Park with George (1984) e Next to Normal (2009), entrambi premiati con il Premio Pulitzer per la drammaturgia. Dal marzo 2020 al gennaio 2021 il teatro resta chiuso a causa della Pandemia di COVID-19 del 2019-2021.
Nel corso degli anni le scene del teatro sono state calcate da star internazionali come David Bowie, Mandy Patinkin, Bette Midler, Liev Schreiber, Mark Hamillm, Bradley Cooper, Zachary Quinto, Jim Parsons, Rupert Everett, Cherry Jones, Brian J. Smith e Nathan Lane.